# Alegria (canção de Tiago PZK, Anitta e Emilia)
"Alegría" é uma canção do cantor argentino Tiago PZK, da cantora brasileira Anitta e da cantora argentina Emilia. Lançada em 8 de agosto de 2024, através da Warner Music Latina, a canção é o quarto single do segundo álbum de estúdio de Tiago, Gotti A (2024). A composição da música foi realizada pelos três artistas, com produção a cargo de Tatool e Zecca.

## Antecedentes e lançamento
"Alegría" foi uma das primeiras músicas em que Tiago trabalhou para o álbum Gotti A. Ele utilizou o Google Tradutor para compor o refrão, que inclui letras em português. Após gravar uma demo da música, Tiago nomeou o arquivo como "Anitta", na esperança de que ela pudesse colaborar na faixa. Ele também tinha o desejo de trabalhar com Emilia, que já havia experimentado o funk brasileiro em sua música de 2023, "No Se Ve". Após mostrar a demo para Emilia e enviá-la para Anitta, ambas as artistas decidiram participar do projeto. A canção foi escrita pelos três artistas e produzida por Tatool e Zecca.
Em 24 de junho de 2024, o cantor anunciou o lançamento de seu albém, Gotti A, junto com a lista de faixas, que incluía "Alegría" como a quinta faixa. O álbum foi disponibilizado em 4 de julho para download digital e streaming; no entanto, a canção ainda não estava disponível, pois Tiago planejava lançá-la posteriormente. Além disso, o videoclipe foi filmado dois dias antes do lançamento do álbum. No dia 6 de agosto, Tiago anunciou nas redes sociais que "Alegría" seria lançada em breve. A música foi lançada em 8 de agosto para download digital e streaming como o quarto single do álbum.

## Vídeo musical
O videoclipe foi lançado simultaneamente com a música. Dirigido por María Sosa Betancor, o clipe foi filmado em Madrid.

## Créditos
Créditos adaptados do Tidal.
- Tiago PZK – vocais, composição
- Anitta – vocais, composição
- Emilia – vocais, composição
- Tatool – produção, engenharia de gravação
- Zecca – produção, engenharia de gravação, engenharia de mixagem
- Dave Kutch – dominando engenharia

## Desempenho comercial

### Tabelas semanais
| País – Tabela musical (2024)     | Melhor posição |
| -------------------------------- | -------------- |
| Argentina (Argentina Hot 100)    | 3              |
| Argentina (CAPIF)                | 2              |
| Argentina ( Monitor Latino )     | 6              |
| Uruguai (CUD)                    | 2              |
| Uruguai Airplay (Monitor Latino) | 9              |